# Sergej Alejnikov
Sergej Jevgeněvič Alejnikov (bělorusky Сярге́й Яўге́навіч Але́йнікаў, rusky Серге́й Евгеньевич Алейников; * 7. listopadu 1961, Minsk) je bývalý běloruský fotbalista, který reprezentoval jak bývalý Sovětský svaz, tak samostatné Bělorusko. Hrával na pozici záložníka. Po skončení hráčské kariéry se stal trenérem.

## Klubová kariéra
Hrál za Dinamo Minsk (1981–1989), Juventus Turín (1989–1990), US Lecce (1990–1992), Gambu Osaka (1993–1996), IK Oddevold (1996) a USC Corigliano (1997–1998).
S Juventusem Turín vyhrál v sezóně 1989/90 Pohár UEFA.
S Dinamem Minsk se stal mistrem SSSR (1982), s Juventusem vyhrál italský pohár (1990).

## Reprezentační kariéra
Sovětský svaz reprezentoval v letech 1984–1991, a to v 73 zápasech, v nichž vstřelil 6 branek. Za Společenství nezávislých států odehrál 4 reprezentační utkání. Stihl však ještě repreprezentovat také samostatné Bělorusko, rovněž ve čtyřech utkáních.
Se sovětskou fotbalovou reprezentací vybojoval stříbrnou medaili na mistrovství Evropy roku 1988. Hrál i na světovém šampionátu roku 1986 a 1990. V dresu výběru Společenství nezávislých států startoval i na EURU 92.

## Ocenění
Když evropská fotbalová federace UEFA roku 2003 u příležitosti 50 let od svého vzniku požádala jednotlivé národní asociace, aby jmenovali nejlepšího hráče uplynulých padesáti let do elitního seznamu "UEFA 52", Bělorusko zvolilo právě Alejnikova. Třikrát vyhrál v Bělorusku anketu Fotbalista roku (1984, 1986, 1988).